# Pygame
pygame は、ビデオゲームを製作するために設計されたクロスプラットフォームのPythonモジュール集であり、Pythonでコンピュータグラフィクスと音声を扱うためのライブラリを含んでいる。pygameは、SDL ライブラリの上に構築されており、C言語のような低水準の機構を使わずにリアルタイムのコンピュータゲームを開発できるようにするための配慮がなされている。これは、計算量の多い関数（主にグラフィクス処理）のほとんどはゲームロジック自体から切り離せるという想定にもとづいており、それがPythonのような高水準言語をゲーム開発に使用することを可能にしている。

## 歴史
pygameは、開発が停止したpySDLライブラリを置き換えるために作られた。 pygameは、元はPete Shinners によって書かれ、GNU Lesser General Public Licenseの下で配布された。2004/2005年の頃よりコミュニティプロジェクトとなった。多くのチュートリアルが存在する。 小さなゲームを作る大会も開かれている.
後述のように開発が停滞した時期があるが、バージョン2.0.0リリース後は活発な開発が維持されている。

## 開発停滞期とpygame2リリースまで
2009年8月リリースのバージョン1.9.1を最後に開発が停滞。2009年末にpygame reloadedとしてpygame2へ向けて進むかに見えたが、ならず。2016年末より復調、2019年までにバージョン1.9.2から1.9.5がリリースされた。バージョン1.9.5以降、pygame2開発が再始動された。
2019年3月31日、以前よりリファクターリリース（リファクタリング_(プログラミング) ）と称されてきたバージョン1.9.5がリリースされ、以下のアナウンスがあった。
- SDL2サポートをマージした。
- 同じコードベースで、SDL1と共にコンパイルすることも可能なので、pygame 2への移行は容易になる。
- pygame2がSDL2付きでリリースされるまで、SDL1ベースのpygame 1.9.xのリリースは継続される。

2020年10月28日、pygame20周年の日にバージョン2.0.0安定版がリリースされた。

### （新しい）pygame2の開発
どういう状態になったら、pygame 2が完成したことになるのか、について、マイルストーンが掲げられている。
- pygame APIが、SDL2上で後方互換の状態でほぼ走る。
- いくつか動かない部分があるときは、そのように記述がある。
- 少なくともMac、Linux、Windows用のバイナリが、python 2.7, 3.4, 3.5, 3.6, 3.7用、32ビット/64ビットで用意されている。

### pygame2 リリース
- 2019年5月5日 pre-release Dev.1リリース
- 2019年6月20日 pre-release Dev.2リリース
- 2019年7月14日 pre-release Dev.3リリース
- 2019年10月8日 pre-release Dev.4リリース
- 2019年10月28日 pre-release Dev.6リリース
- 2020年5月6日 pre-release Dev.8リリース
- 2020年5月31日 pre-release Dev.10リリース
- 2020年9月20日 pre-release Dev.12リリース
- 2020年10月11日 pre-release Dev.14リリース
- 2020年10月20日 pre-release Dev.16リリース
- 2020年10月21日 pre-release Dev.18リリース
- 2020年10月22日 pre-release Dev.20リリース
- 2020年10月23日 pre-release Dev.22リリース
- 2020年10月27日 pre-release Dev.24リリース
- 2020年10月28日 2.0.0 安定版リリース

### サポートするPythonのバージョン
- pygame 1.9.xは、Python 2.7と、Python 3.4からPython 3.7まで。
- pygame 2は、Python 3.4からPython 3.8をサポートする。Python 2.7のサポートも当面継続。

## pygameを使用しているゲーム
- Slingshot
- en:Frets on Fire
- en:Dangerous High School Girls in Trouble[13]
- Space Max (shoot them up)

## 文献
- Game Programming the L Line -- Pythonとpygameを使ってプログラミングとゲーム開発を学ぶ入門書
- Introduction to Computer Science Using Python and Pygame -- Pythonとpygameを使ってプログラミングを学ぶ電子書籍

## 参考
2Dエンジンとライブラリ:
- Pygame Utilities (PGU) は、Pythonを強化するためのツールとライブラリのコレクションである。ツールにはタイルエディタやレベルエディタ（四角形・等角図・六角形）が含まれる。GUIの強化には、完全な機能を持つGUI、HTML描画、文書レイアウト、テキスト描画が含まれる。ライブラリにはスプライトとタイルエンジン、状態エンジン、タイマ、ハイスコアシステムが含まれる。
- Pyglet は、OpenGLベースのライブラリで、ゲームや視覚的にリッチなアプリケーションを作るために使われる。
- MirthKit は、クロスプラットフォームの2Dゲームを製作・配布するためのシンプルなツールキットである。